# Torkel Fuhre
Carl Torkel Fuhre, tidigare Nilsson, född 20 juli 1916 i Haparanda, död 4 december 1969 i Hudiksvall, var en svensk hotell- och restaurangman. Han var son till källarmästare Carl Emil Fuhre och brorson till arkitekten Arvid Fuhre. 
Efter realexamen i Söderhamn 1932 utexaminerades Fuhre från Restaurangskolan i Stockholm 1935. Han blev hovmästare vid Centralhotellet i Gävle 1939, vid Hotel Knaust i Sundsvall 1940, kassör vid Palace Hotel i Göteborg 1940, hovmästare vid Stadshotellet i Söderhamn 1941 samt hovmästare 1942 och från 1943 innehavare av Stadshotellet i Hudiksvall från 1943. Han var efter faderns frånfälle även innehavare av Stadshotellet i Söderhamn 1951–53. 
Fuhre var ordförande i Norrlands hotell- och restaurangförening 1952–62, styrelseledamot i Sveriges arbetsgivareförening för hotell och restauranger från 1949 och i Sveriges hotell- och restaurangförbund från 1950.